# Штайнбах, Йозеф
Йозеф Штайнбах (нем. Josef Steinbach; 1879—1937) — тяжелоатлет Австро-Венгрии.

## Карьера

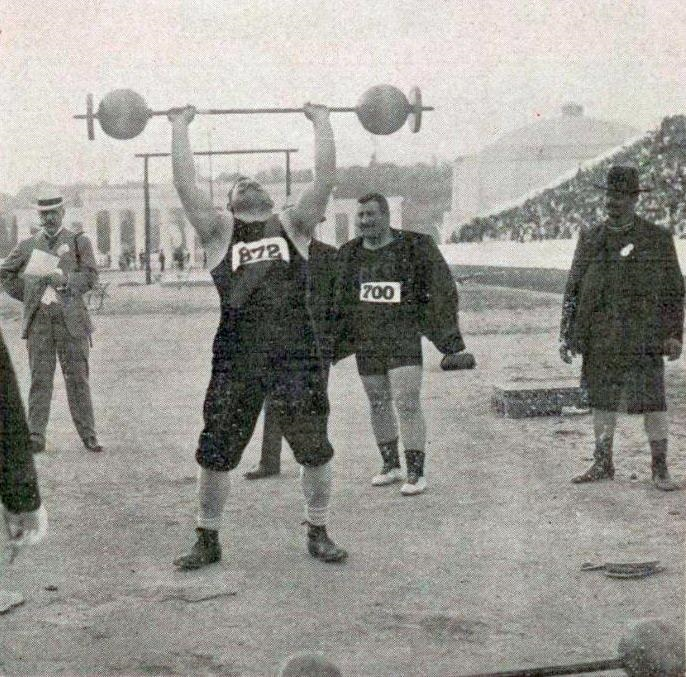
Штайнбах на Олимпийских Играх

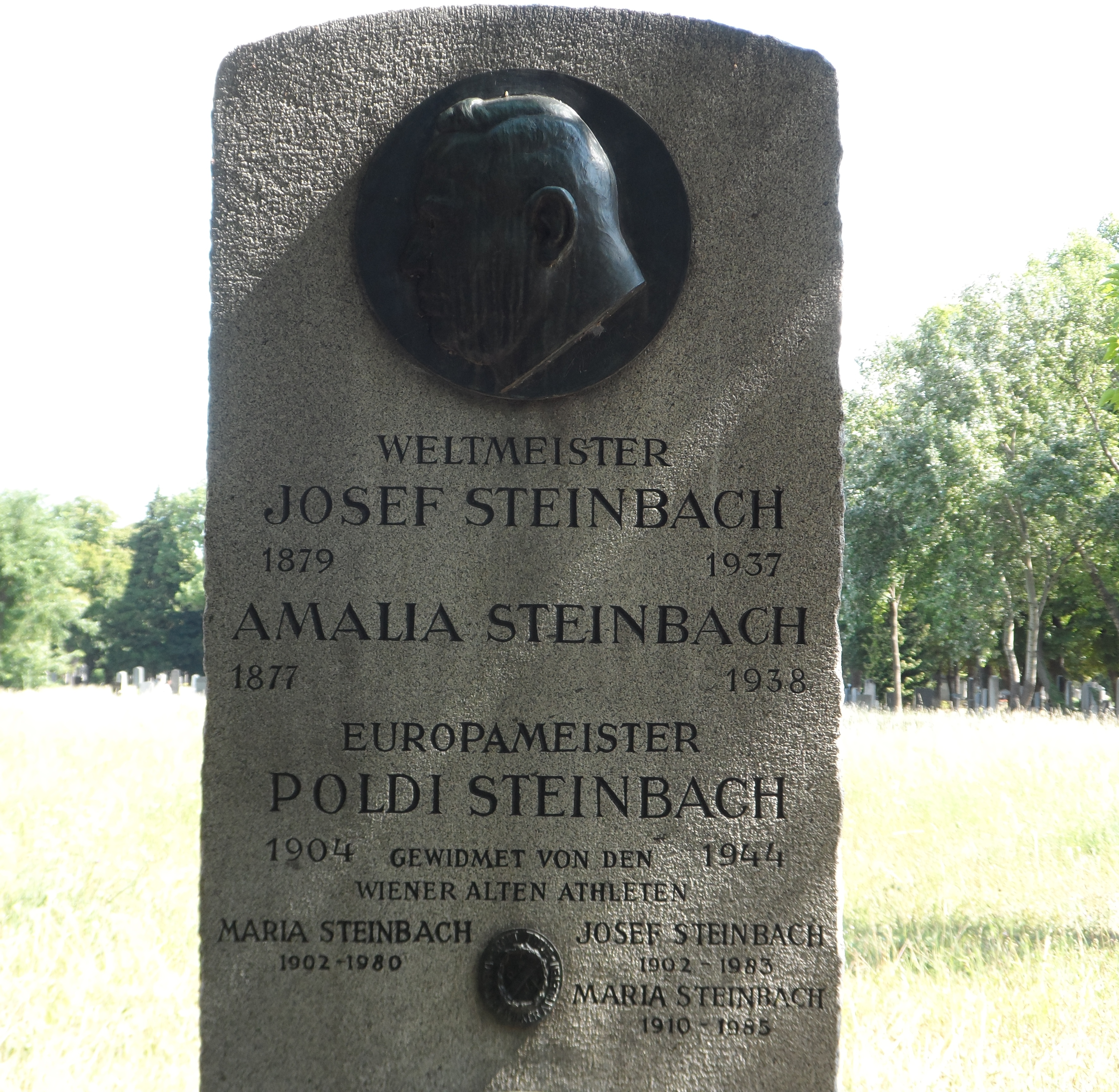
Могила Штайнбахов

Йозеф родился в городке Горшов (близ Пльзеня). В пятнадцатилетнем возрасте переехал в Вену, где в 1898 году начал профессиональную атлетическую карьеру. Он занимался штангой, гирями, гантелями, перетягиванием каната. В 1900 году был признан чемпионом ассоциации австрийских спортивных клубов. А В 1902 году впервые выиграл чемпионат Австро-Венгрии.
Впервые стал чемпионом мира в 1904 году в Вене. При этом показал следующие результаты:
- рывок (правой) — 75 кг
- рывок (левой) — 60 кг
- жим двумя руками — 120 кг
- толчок двумя руками — 140 кг
- жим 100 кг — 8 раз
- толчок 50 кг — 8 раз.

На следующем чемпионате мира в 1905 году в Берлине состязались атлеты в трёх весовых категориях. Йозеф победил в категории свыше 80 кг, показав следующие результаты:
- рывок (правой) — 65 кг
- рывок (левой) — 65,5 кг
- жим двумя руками — 125 кг
- толчок двумя руками — 160 кг.

На мировом чемпионате того же года в Дуйсбурге атлеты состязались без учёта веса. Йозеф победил, показав следующие результаты:
- рывок (правой) — 57,5 кг
- рывок (левой) — 65 кг
- рывок двумя руками — 95 кг
- жим двумя руками — 130 кг
- толчок двумя руками — 160 кг.

В 1906 году принимал участие в непризнанной Олимпиаде 1906 года. В рывке одной рукой он победил с олимпийским рекордом — 73,75 кг. В рывке двумя руками он показал результат 136,5 кг, почти на 6 кг отстав от рекордного рывка грека Д. Тофалоса. Но этого хватило для завоевания серебряной награды. Кроме соревнований тяжелоатлетов Й. Штайнбах принимал участие в соревнованиях по перетягиванию каната. Но австрийская дружина осталась последней из четырёх команд.
После Олимпиады он стал профессионалом, в основном специализируясь на борьбе, хотя он продолжал участвовать в соревнованиях профессиональных тяжелоатлетов.
В 1924 году снимался в немом фильме «Город без евреев».
Йозеф Штайнбах умер в Вене 15 января 1937 года. Похоронен в Вене. На его могиле был воздвигнут огромный гранитный памятник из фонда поддержки тяжелоатлетов и борцов Германии и Австрии.
Сын Йозефа Штайнбаха — Польди (Леопольд) (1904—1944) — был чемпионом Австрии и чемпионом Европы по боксу.